# ADAC VW Lupo Cup
ADAC VW Lupo Cup (znane także jako Volkswagen ADAC Touring Junior Cup) – monomarkowa niemiecka seria wyścigowa istniejąca w latach 1998–2003.
Wszyscy kierowcy ścigali się jednakowymi samochodami VW Lupo, wyposażonymi w czterocylindrowe silniki 1.4 o mocy 112KM i przygotowywanymi przez Abt Sportsline aby spełniać wymogi bezpieczeństwa. Samochody w zależności od toru mogły osiągać prędkość maksymalną do 200km/h.
W latach 1998–1999 w serii brał udział polski kierowca wyścigowy Jacek Henschke.
W roku 2004 serię zastąpiono ADAC VW Polo Cup.

## Mistrzowie[1]
| Sezon | Kierowca           |
| ----- | ------------------ |
| 1998  | Erik Schwarz       |
| 1999  | Daniel Bauer       |
| 2000  | Björn-Felix Hansen |
| 2001  | Carsten Seifert    |
| 2002  | Peter Terting      |
| 2003  | Andreas Kolb       |